# 羅斯西奧市 (瓜里科州)

羅斯西奧市（西班牙語：Municipio Juan Germán Roscio），是委內瑞拉的一個市，位於該國中部瓜里科州，首府設於聖胡安德洛斯莫羅斯，始建於1934年，海拔高度429米，面積1,497平方公里，人口126,178，人口密度每平方公里84人。